# Посташ
 Посташ  — деревня в Шарангском районе Нижегородской области в составе Роженцовского сельсовета.

## География
Расположена на расстоянии примерно 12 км на юг по прямой от районного центра посёлка Шаранга.

## История
Деревня основана в 1850-е годы выходцами из Кичминской волости Уржумского уезда. Упоминается с 1891 года как починок Свинцовский (Посташинцы), в 1905 (Посташинский) дворов 23 и жителей 171, в 1926 (деревня Посташ или Мал. Свинцов) 39 и 239, в 1950 40 и 181.

## Население
Постоянное население составляло 36 человек (русские 100 %) в 2002 году, 28 в 2010.